# 여성의 선거권

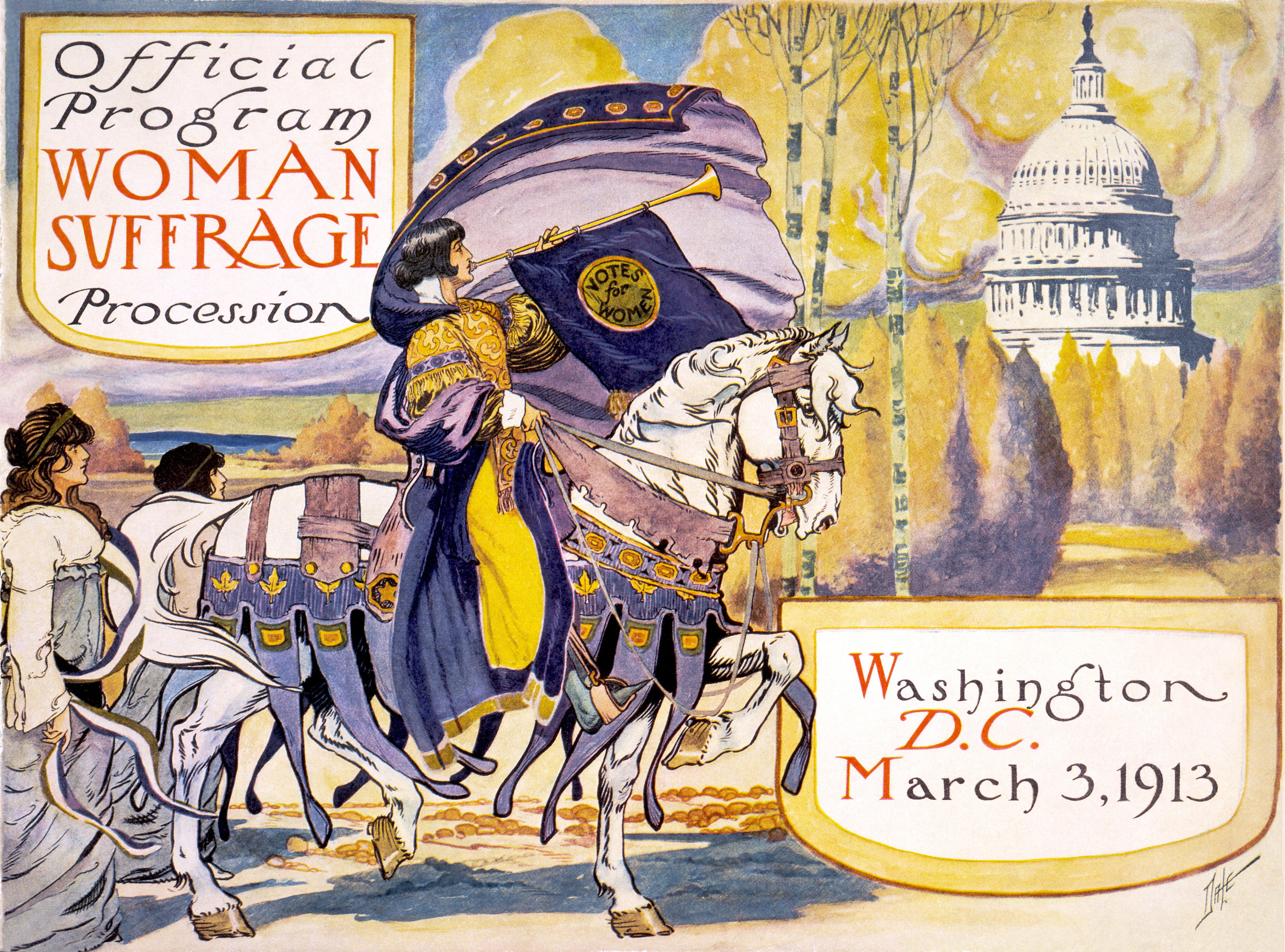
1913년 워싱턴 D.C.의 여성 참정권 행렬은 선거권 지도자 앨리스 폴에 의해 시작되고 조직되었다.

여성의 선거권(女性 選擧權)은 여성의 선거권을 말한다. 근대민주정치의 발전에 따라, 자신을 대변하는 대표를 뽑을 수 있는 선거권·대표로 입후보할 수 있는 피선거권의 범위가 확대되어 왔으나 여성은 남성에 비해 능력이 떨어지고 또 가정을 지키는 것이 그의 분이며 여성의 이익은 남성에 의해 대변된다는 이유로 오랫동안 여성에게는 피선거권은커녕 선거권조차 인정되지 않았다. 그래서 여성의 선거권 획득을 위한 운동이 격렬히 전개되어 왔다.

## 역사
근대의 여성 선거권 운동은 프랑스 혁명 당시 니콜라 드 콩도르세와 올랭프 드 구주 등이 여성의 선거권을 주장하면서 시작되었다. 19세기 후반, 여러 나라에서 제한적으로 여성의 선거권이 허용되기 시작했다.
스웨덴의 경우, 자유 시대(Frihetstiden, 1718~1771)의 영향으로 일부 여성에게 선거권이 주어졌다. 그밖에  1755년에 코르시카 공화국, 1833년에 핏케언 제도, 1881년에 맨섬, 1889년에 프랑스빌 등에서도 여성에게 선거권을 부여했다. 하지만 이들 나라는 짧은 기간 동안만 존재했거나, 독립국은 아니었다.
1756년, 리디아 태프트는 식민지 북아메리카에서는 처음으로 합법적으로 투표에 참여했다. 영국령인 메사추세츠 식민지의 뉴잉글랜드 타운미팅에서 3건 이상의 표결에 참여했다. 뉴저지주에서는 재산을 가진 미혼 여성에 대해 1776년부터 1807년까지 선거권을 인정했다.
1792년 시에라리온의 선거에서는 집안의 가장은 선거에 참여할 수 있었으며, 그 중 1/3은 여성이었다. 핏케언 제도의 바운티 호의 반란 여성 후손들은 1838년 이후 투표에 참여할 수 있었으며, 오스트레일리아령인 노퍽섬으로 이주한 후에도 선거권을 유지했다.
현재 존재하는 독립국 중에는 1893년 뉴질랜드에서 처음으로 투표권이 주어졌다. 당시 뉴질랜드는 영국의 자치령이었다. 제한없는 선거권이 여성에게 주어졌으나, 처음에는 피선거권이 주어지지 않았다. 영국의 보호령이던 쿡 제도도 1893년 뉴질랜드를 따라 여성에게 선거권이 주어졌다.
영국의 자치령이던 남오스트레일리아에서는 1894년 여성에게 선거권이 주어졌는데, 식민지 의회에 입후보할 수 있는 피선거권도 함께 주어졌다. 1901년 오스트레일리아가 독립하면서, 일부 주에서는 여성에게 선거권과 피선거권이 주어졌다. 오스트레일리아 의회는 1902년 모든 성인 여성에게 선거권을 부여하는 법안을 통과시켰다. 최초로, 여성의 선거권과 피선거권을 동시에 도입했다. 핀란드는 1905년 총파업 이후 여러 개혁이 이루어졌고, 그 일환으로 1906년 여성에게 선거권과 피선거권을 부여했다. 여성이 의원으로 처음 선출된 것도 핀란드였다. 1907년 총선에서 19명의 여성의 핀란드 의회의 의원으로 선출되었다.
제1차 세계 대전 이전에 1913년에 노르웨이와 1915년에 덴마크에서도 여성에게 선거권이 주어졌다. 1차 대전이 끝날 무렵, 캐나다와 러시아, 독일, 폴란드에서도 여성 선거권이 주어졌다. 1918년에는 영국에서 30세 이상의 여성에게 선거권이 주어졌다. 1919년에는 네덜란드, 1920년에는 미국에서 선거권이 주어졌다. 튀르키예에서는 1926년 선거권이 주어졌다. 1928년에는 영국에서 남성과 마찬가지로 21세 이상의 여성에게 동등한 선거권이 부여되었다.
대한민국과 조선민주주의인민공화국은 해방 이후 실시된 첫 선거부터 각각 1948년, 1946년에 여성에게 선거권이 주어졌다. 가장 최근에 선거권이 부여된 나라는 2015년 여성의 선거 참여를 허용한 사우디아라비아이다.